# Großhansdorf
Großhansdorf (dolnoněmecky Groothansdörp) je obec ve spolkové zemi Šlesvicku-Holštýnsku v severním Německu. Skládá se ze dvou vesnic Groß-Hansdorf a Schmalenbeck, které byly již v roce 1872 spojeny pod názvem „Groß-Hansdorf-Schmalenbeck“.
Do 1. dubna 1937 patřila tato obec jako exkláva k hanzovnímu městu Hamburk. Tehdy získal Hamburk na základě zákona „o Velkém Hamburku a dalších územních úpravách“ některé sousední obce a města (například Altona), naopak ztratil některé exklávy jako např. Großhansdorf. Tato obec byla připojena k tehdy pruskému Šlesvicku-Holštýnsku. Od té doby patří k zemskému okresu Stormarn. Leží prakticky na okraji Hamburku, se kterým je spojen metrem (U1), a sousedí s městečkem Ahrensburg. Nynější název obce Großhansdorf se používá od druhé světové války, Schmalenbeck je v současnosti považován za část obce. Großhansdorf má dnes 9000 obyvatel (31. prosince 2006).

## Historie
První písemná zmínka je z roku 1274 a nachází se v dědičné knize hamburské farnosti Sv. Kateřiny. Jistý Leo von Erteneborg věnoval příjmy ze své vesnice „Johannesdorpe“ špitálu Sv. Ducha. Od roku 1435 je vesnice spravována jako zástava městskou radou Hamburku.
Také vesnice Schmalenbeck, jejíž první písemná zmínka pochází z roku 1314, se dostala jako zástava pod správu hanzovního města Hamburk. To se stalo roku 1437. Tato vláda Hamburku nad oběma vesnicemi trvala 500 let a skončila teprve zákonem o Velkém Hamburku z roku 1937.
Od roku 1701 působil v Großhansdorfu hamburský policejní „lesní jezdec“ (tzv. Waldreiter). Takový jezdec zdobí dnes znak obce.

## Politika
V obecní radě (Gemeindevertretung) jsou po volbách z 25. května 2008 zastoupeny čtyři strany:
- Křesťanští demokraté (CDU): 10 poslanců (41,6% hlasů)
- Zelení (GRÜNE): 5 poslanců (23,2% hlasů)
- Sociální demokraté (SPD): 4 poslanci (19,9% hlasů)
- Liberálové (FDP): 3 poslanci (15,3% hlasů).

Starostou obce je od roku 2002 Janhinnerk Voß (nestraník). 11.11.2007 byl zvolen na další funkční období (do května 2014).

## Náboženství
Obyvatelstvo Großhansdorfu patří převážně k evangelické luterské církvi. Tato církev má v obci kostel Svatého Vzkříšení (Auferstehungskirche). Dále je v obci katolický kostel Sv. Ducha a kostel baptistů.

## Partnerská města
- Tessin, Meklenbursko-Přední Pomořansko, Německo